# زافين قيومجيان
زافين قيومجيان (15 أيار 1970) إعلامي ومذيع ومنتج وكاتب وأستاذ جامعي لبناني، اشتهر بتطوير وتحديث الحوار التلفزيوني اللبناني والعربي في مقاربة الشأن الاجتماعي والشبابي والقضايا المثيرة للجدل. كما اشتهر بأنه من الإعلاميين الرواد الأوائل الذين مدّوا جسور الارتباط والتواصل بين الإعلام التقليدي والإعلام الجديد.
يقدم زافين حاليا عدة برامج إذاعية وتلفزيونية، منها «بونجورين» و«نفس جديد» و«لبنان تاون هول»، كما أنه يعمل كاستشاري في الاستراتيجيات الإعلامية والإعلانية لصالح عدة شركات وشخصيات لبنانية وعربية.
بدأ حياته المهنية عام 1992 مراسلا ومقدما لنشرات الأخبار في محطة «تلفزيون لبنان» الرسمية. انتقل إلى «تلفزيون المستقبل» في العام 1999، ومنها عرف شهرته العربية الواسعة من خلال برنامجه الاجتماعي الشهير «سيرة وانفتحت» (1999 – 2012) الذي أرسى أسسا جديدة لمعالجة الشأن الاجتماعي على الشاشات العربية، كما ساهم في هدم الهوة بين التلفزيون ووسائل التواصل الاجتماعية الحديثة.
نال زافين جوائز تقدير عدة، كما استمر برنامجه متصدرا لوائح أكثر البرامج مشاهدة في العالم العربي لعدة سنوات. عام 2005 اختارته مجلة «نيوزويك» الأميركية واحدا من بين الشخصيات الاربعين الأكثر تأثيرا في العالم العربي.
أصدر في العام 2003 كتابه الأول «لبنان فلبنان»، الذي لا يزال وبطبعته الرابعة من الكتب الأكثر مبيعا في المكتبات اللبنانية.

## نشأته والتحصيل العلمي
عام 1988، دخل زافين الجامعة اللبنانية الأميركية ليتخصص في إدارة إدارة الأعمال، لكن حبه للصحافة أعطاه الشجاعة لينتقل إلى فنون الاتصال. لم يكن والداه داعمين له في البداية لاعتقادهما أنه سيواجه صعوبة في العثور على وظيفة بسبب الصورة النمطية للأرمن اللبنانيين لجهة ضعفهم في اللغة العربية. عزيمة زافين واصراره جعلاه يمضي في قراراه، وادخلاه بعد سنوات قليلة السجل التلفزيوني اللبناني كأول مذيع ارمني على الشاشة اللبنانية.
حصل زافين على درجة البكالوريوس في فنون الاتصال الاعلامي مع مرتبة الشرف عام 1992. وفي العام 2010، عاد إلى الحياة الجامعية وانضم إلى جامعة سيدة اللويزة (NDU) ليحوز على درجة الماجستير في فنون الاتصال – الدعاية عام 2013.

## حياته المهنية
عام 1992، انضم إلى «تلفزيون لبنان» كمراسل ومقدم لنشرة الأخبار المسائية. وبعد ذلك بوقت قصير، أصبح مندوب «تلفزيون لبنان» الدائم في القصر الرئاسي في بعبدا، ومن ثم القصر الحكومي، حيث رافق الرئيس رفيق الحريري في جولاته الخارجية بين الاعوام 1994 - 1996.
من الاخبار انتقل زافين إلى تقديم البرامج عام 1995، وحمل برنامجه الأول عنوان "30\31" والثاني "5/7"، الذي سجل رقما قياسيا كأطول برنامج حواري على شاشة «تلفزيون لبنان» في التسعينات.
في العام 1996، سجل البرنامج أعلى نسبة مشاهدة لحلقة واحدة من برنامج تلفزيوني، وفي العام نفسه لفت الانظار من خلال تغطيته المباشرة لمجزرة قانا والعدوان الإسرائيلي على جنوب لبنان «عناقيد الغضب».
في العام 1999، وبعد أشهر قليلة من انتخابه رئيساً للجمهورية، اتخذ الرئيس أميل لحود قرارا لوقف زافين عن الهواء بعد حلقة تناولت ملف «الفقر والبطالة» في لبنان، فقدم زافين الحلقة الأخيرة من برنامج "5/7" في أذار \ مارس 1999 وقد استضاف فيها النائب المعارض للسياسة السورية في لبنان بطرس حرب. احتجاجا غلى قرار منعه عن القيام بعمله حلق زافين شعره«على الزيرو». بعد سبعة أشهر، انتقل زافين إلى تلفزيون «المستقبل» وبدأ برنامجه الجديد «سيرة وانفتحت»، الذي سرعان ما أصبح أحد أشهر البرامج الحوارية الاجتماعية في العالم العربي والأكثر مشاهدة. أسلوب زافين الخاص والجريء في مقاربة المحرمات والقضايا السجالية، وقدرته على خلق أجواء مريحة داخل الاستديو، وضعا «سيرة وانفتحت» في صدارة البرامج الحوارية العربية لثلاث عشرة سنة متتالية، وجلبا لزافين عدة جوائز وشهادات تقدير عربية وعالمية.
عام 2004، نشر زافين كتابه الأول "لبنان فلبنان". وأطلق أول نادي كتاب للتلفزيون العربي، ونادي نسرين جابر الكتاب" مستوحياً نادي الكتاب الخاص بأوبرا وينفري. وعام 2006، أطلق سلسلة جديدة بعنوان "أنا الآن" تهدف إلى اعطاء الشباب العربي فرصة للتعبير عن أفكارهم ومشاعرهم على التلفزيون باستخدام الكاميرا الشخصية، وقد وزع زافين كاميرات خاصة على عشرات الشباب ليقوموا بتسجيل يومياتهم بالاشتراك مع "سوني".عام 2010، بدأ زافين جولة عربية في برنامج «سيرة وانفتحت» تحت عنوان " فخور/خجل"، وشملت الجولة المملكة العربية السعودية، اليمن، قطر، البحرين، الإمارات العربية المتحدة والعراق وتونس وكان هدفها لقاء الشباب العربي ومناقشتهم في "التحولات في العالم العربي". انهى زافين برنامجه «سيرة وانفتحت» بعد 13 عاماً في 15 تموز/يوليو 2012، في سلسلة حلقات استعادية مؤثرة.
في آب \ أغسطس 2012، بدأ زافين برنامجه الجديد «عل أكيد» على شاشة تلفزيون المستقبل، إنتاج بيري كوشان وباسم كريستو.
تلقف النقاد والمشاهدون هذا البرنامج بحماس، رغم الانتقاد الذي واجهه لجهة اتهامه بالتصوير سرا والتدخل في الحياة الشخصية والخاصة للناس من دون الحصول على موافقتهم المسبقة. فرض البرنامج نفسه كنمط جديد في معالجة القضايا الاجتماعية على شاشة التلفزيون اللبناني، وسرعان ما بدا تأثيره على معظم البرامج الحوارية الاجتماعية. (البرنامج هو النسخة اللبنانية عن البرنامج الفرنسي الشهير "[./Https://en.wikipedia.org/wiki/Sans%20aucun%20doute Sans Aucun Doute]" الذي يقدمه جوليان كوربيه).
بعد تلفزيون المستقبل انتقل زافين إلى الإذاعة، حيث يتولى حاليا مرافقة جمهوره في الفترة الصباحية عبر «صوت كل لبنان». كما اعد وقدم برنامجا سياسيا شبابيا عبر منصة يوتيوب وكافة شبكات التواصل. البرنامج يحمل عنوان «نفس جديد» - إنتاج المنظمة الدولية للتقرير عن الديمقراطية). هدف البرنامج إلى خلق مساحة حوار للقيادات السياسية الناشئة والشابة، بعيدا عن ضغوط الاعلام التقليدي ومتطلباته المالية والسياسية.
نهاية العام 2021، تعاقد زافين مع مبادرة «مناظرة» لتقديم النسخة اللبنانية من برنامجها «تاون هول» لمواكبة الانتخابات النيابية اللبنانية. هدف البرنامج تحفيز الشباب اللبناني على المشاركة في الشأن العام وعلى النقاش العقلاني عبر تقنيات المناظرة، وأيضا تسليط الضوء على أصوات النساء والشباب والأقليات والفئات المهمشة. يتميز هذا البرنامج المباشر بانه يبث عبر معظم القنوات الاذاعية والتلفزيونية اللبنانية، فيجمعها في بث واحد وموحد.

## برامجه
- ثلاثين \ واحد وثلاثين، تلفزيون لبنان، 1994 – 1996
- خمسة على سبعة، تلفزيون لبنان، 1996 - 1999
- سيرة وانفتحت، تلفزيون المستقبل، 1999 - 2012
- عل أكيد، تلفزيون المستقبل، 2012 - 2014
- بلا طول سيرة، تلفزيون المستقبل، 2014 – 2019
- بونجروين مع زافين، صوت كل لبنان، 2020
- نفس جديد، اعلام جديد، 2021
- لبنان تاون هول، مشترك بين الاقنية التقليدية، 2021

## منشوراته
"لبنان فلبنان" (صدر للمرة الأولى عام 2002 عن دار النهار). هو من كتب لبنان المعاصرة الأكثر كلاسيكية والأكثر مبيعاً منذ صدوره. يضم الكتاب على طريقة «ما قبل وما بعد» مجموعة من أشهر الصور الفوتوغرافية المتعلقة بالحرب الاهلية اللبنانية، مرفقة بقصص قصيرة ترصد تحولات الحرب وما بعدها بطريقة ملهمة. يعتبر هذا الكتاب واحدا من أهم الأعمال الفنية التي تؤرخ للحروب الاهلية في العالم، وقد وصفته صحيفة «نيويورك تايمز» الأميركية بانه مصدر مهم لفهم لبنان.
«شاهد على المجتمع» (صدر عام 2013 عن دار اكاديميا). جمع زافين في هذا الكتاب مع الدكتورة دوللي حبال، الاختصاصية في علم النفس السريري، خلاصة تجربة عقد من عملهما معا في حلقات برنامج «سيرة وانفتحت» التي تناولت قضايا نفسية واجتماعية. يشكل هذا الكتاب دليلا لفهم أفضل للمشاكل الجسدية والاجتماعية والجنسية، والتساؤلات والتحديات، بطريقة مبسطة، مرفقة بروايات من المشاهدين الذين عاشوا تلك القضايا وشاركوها إعلامياً على الهواء مباشرة.
"اسعد الله مساءكم" (دار هاشيت أنطوان – 2015). يتناول زافين في هذا الكتاب تاريخ التلفزيون اللبناني وابرز تحولاته. كتاب أشبه بصندوق ذكريات التلفزيون اللبناني في مرحلة التأسيس الأولى، ومن ثم في العصر الذهبي فزمن الحرب. يلخص الكتاب أهم مراحل التلفزيون اللبناني هذه من خلال أهم وأشهر مئة لحظة صنعت الفرق ودخلت الذاكرة الشعبية اللبنانية.
"لبنان على الشاشة: أهم لحظات التلفزيون والثقافة الشعبية اللبنانية" (دار هاشيت أنطوان – 2016). هو أول كتاب من نوعه باللغة الإنكليزية. يروي الكتاب حكاية التلفزيون اللبناني من منظور عالمي، بهدف نقل التجربة التلفزيونية اللبنانية إلى العالم، لتكون جزءا من قصة التلفزيون العالمي، لانه، وكما يقول الكاتب: «ان لم تكن باللغة الإنكليزية أيضا.. وكأنك لم تكن».
"لبنان فلبنان" (نسخة مجددة ومحدثة، دار هاشيت أنطوان – 2020). يجمع كتاب «لبنان فلبنان» أشهر صور الحرب الاهلية اللبنانية ويقدمها تاريخا بصريا جديدا لبنان قبل وبعد وبعد البعد. يضم الكتاب أكثر من مئتي صورة جديدة ويقدم تحولات لبنان خلال السنوات العشرين الماضية في مرحلة ما بعد الحرب.

## الحياة الشخصية
متزوج من لوري هيطايان، ولديه ولدان مارك وارا.

## جوائزه
- حصل على درع تكريمي من نقابة الصحافة اللبنانية في العام 1996 على تغطيته المباشرة لمجزرة قانا.
- حصل على شهادة تقدير من برنامج الأمم المتحدة الإنمائي للتنمية المستدامة عام 1997 لعمله في برنامج " 5/7 "
- منحته بلدية برج حمود المفتاح الفخري للمدينة في عام 1997
- حصل على جائزة الإعلام العربي لعام 2002 من كلية المملكة المتحدة الدولية - لندن لـ «جهوده في خلق حوار عربي حول القضايا الاجتماعية»
- حصل على جائزة أفضل برنامج حواري اجتماعي في مهرجان الإعلام - الجامعة اللبنانية عام 2002
- صنّفته صحيفة نيوزويك واحداً من بين 43 شخصية الأكثر تأثيراً في العالم العربي لعام 2005
- فاز بجائزة أفضل برنامج حواري اجتماعي في مهرجان الإعلام الرابع - بيروت 2006 الذي نظمته الجامعة اللبنانية
- تم تكريمه من قبل بلدية بلدة غزير في كسروان (جبل لبنان) في حفل تكريم لعشرة من أبرز وجهاءها من أجل إنجازاتهم الحية وإرادتهم الحسنة عام 2009
- حصل على جائزة أفضل برنامج حواري اجتماعي من المنتدى العربي الإعلامي للشباب عام 2010.
- فاز بجائزة أفضل برنامج حواري اجتماعي في الملتقى الإعلامي العربي للشباب 2010 – عمان
- صُنّف ضمن القائمة السنوية للمجلة الإماراتية «زهرة الخليج» لأفضل خمس مقدمين للبرامج الحوارية العرب في عامي 2009 و 2010
- شارك بعضوية لجنة تحكيم مسابقة الإلقاء الوطنيية السنوية الـ 11 التي نظمتها الجامعة اللبنانية الأميركية والاتحاد الناطق بالإنكليزية في لبنان
- تلقى «جائزة الإنجاز المتميز» للمواقع الإلكترونية العربية عام 2011، في حفل ضخم نظمته مسابقة أفضل المواقع الإلكترونية العربية بمناسبة الذكرى السنوية العاشرة لموقع zavenonline
- حل في المرتبة الثالثة بين قائمة «الشخصيات الثلاثين الأكثر تأثيراً على تويتر في لبنان» الذي نظمه موقع 2famous.tv. (استناداً على Tweet Grader)
- تم تكريمه بالجائزة الذهبية للمنظمة العربية المسؤولية الاجتماعية لبرنامجه الجديد «عل أكيد» في دبي عام 2012
- تم تكريمه من قبل جمعية خريجي البرامج الثقافية التابعة للسفارة الأميركية LSAC بإحدى جوائزها الخمس السنوية لعام 2012، لـ«إنجازه الكبير في تعزيز حرية التعبير وقيم الديمقراطية وحقوق الإنسان من خلال برامجه الحوارية الاجتماعية»
- استلم جائزة مسابقة أفضل المواقع الإلكترونية اللبنانية (LWAC 2013) لموقعه zavenonline.com كأفضل موقع إلكتروني رسمي لبرنامج تلفزيوني عام 2013
- اختير كأفضل شخصية إعلامية على وسائل التواصل الاجتماعي في حفل توزيع جوائز المسؤولية الاجتماعية - بيروت 2013، حسب استطلاع (SMA)
- فاز بدرع التميز الذهبي  للمنظمة العربية للمسؤولية الاجتماعية 2014 للسنة الثانية على التوالي.
- درع تكريمي من الاتحاد العربي للشباب والبيئة التابع لجامعة الدول العربية لمناسبة حلوله ضيف شرف على الجلسة الختامية للمنتدى العربي البيئي في جامعة الجنان – طرابلس (لبنان).
- جائزة الموريكس دور الذهبية التكريمية 2018 عن مسيرته الاعلامية الرائدة في مجال الاعلام التلفزيوني خلال عشرين عاما من العطاء.
- جائزة الهيثم للإبداع العربي من ملتقى الاعلاميين الشباب العرب السابع في عمان – الأردن 2018.
- زافين بين خمسة مكرمين من قبل الجمعية اللبنانية لتراخيص الامتياز في عيدها العاشر عام 2018، على عمله في بناء الذاكرة الشعبية اللبنانية المرتبطة بالحرب، عبر كتابه «لبنان فلبنان».
- جمعية أصدقاء الكاتب والكتاب في لبنان و«اتحاد الجمعيات الثقافية الايطالية» كرما زافين إلى جانب محمد بعلبكي وطلال حيدر وجورج قرداحي وأحمد علي الزين وزاهي وهبي وسارة عبد الله، 2018.

== مراجع ==
1. ↑  Lebanon Shot Twice by Zaven Kouyoumdjian نسخة محفوظة 02 أكتوبر 2017 على موقع واي باك مشين.
2. ↑  ZavenOnline - A Witness on the Society نسخة محفوظة 29 أبريل 2017 على موقع واي باك مشين.
3. ↑  Zaven Kouyoumdjian - Home نسخة محفوظة 28 أبريل 2018 على موقع واي باك مشين.

- سيرة زافين قومجيان (إنكليزي)

## وصلات خارجية
- زافين اونلاين